# Großsteingräber bei Störpke
Die Großsteingräber bei Störpke waren zwei mögliche megalithische Grabanlagen der jungsteinzeitlichen Tiefstichkeramikkultur bei Störpke, einem Ortsteil der Gemeinde Arendsee (Altmark) im Altmarkkreis Salzwedel, Sachsen-Anhalt. Beide wurden wohl spätestens im 19. Jahrhundert zerstört. Beschreibungen zu den Anlagen liegen nicht vor, ihre mögliche Existenz ist nur durch die zweimalige Bezeichnung „Steinberg“ auf einem historischen Messtischblatt belegt.